# ジョン・ドス・パソス
ジョン・ロデリーゴ・ドス・パソス（John Roderigo Dos Passos, 1896年1月14日 - 1970年9月28日）は、アメリカ合衆国の小説家、画家。

## 生涯
ドス・パソスの父親ジョン・ランドルフ・ドス・パソス・ジュニア（1844年 - 1917年）は弁護士で、マデイラ諸島からのポルトガル人移民の子。母親はバージニア州ピータースバーグ出身のルーシー・アディソン・スピリッグ・マディソン。非嫡出子だった。1910年に両親は結婚したが、父親がドス・パソスを自分の子として認知したのは亡くなる1年前のことで、それまではジョン・ロデリーゴ・マディソンと名乗っていた。しかし、教育は申し分なく、1907年、コネチカット州ウォリングフォードのチョート・ローズマリー・ホールに入学。個人教師とともに6ヶ月間、フランス、イングランド、イタリア、ギリシャ、中東を旅し、古典美術・建築・文学を学んだ。1912年、ハーバード大学に入学。1916年に卒業すると、スペインに美術と建築を学びに行った。
ヨーロッパで第一次世界大戦が勃発すると、ドス・パソスは友人のE・E・カミングス、ロバート・ヒリヤーとともにノートン＝ハージェス救急隊に志願し、パリと北イタリアで運転手として働いた。1918年、アメリカ陸軍医療科に編入され、ペンシルベニア州のキャンプ・クレインに軍役。戦後はパリに配置され、アメリカ陸軍海外教育委員会の許可を得てソルボンヌで人類学を学んだ（『U.S.A.』三部作の登場人物も同じ軍役を経て戦後パリにとどまっている）。
1920年、最初の小説『One Man's Initiation: 1917（一人の男の入門 1917年）』を出版（小説の下書きは1918年夏の終わりには完成していた）。「失われた世代」の1人と見なされた。続いて反戦小説『Three Soldiers（三人の兵卒）』を発表する。1925年のニューヨークの生活を扱った『マンハッタン乗換駅』では「意識の流れ」の実験的技法を導入し、商業的にも成功を収めた。
ドス・パソスはアメリカを、金持ちと貧乏人の2つの国家と見るようになっていった。世界産業労働組合について好意的に書き、サッコ・ヴァンゼッティ事件の有罪判決については、二人の死刑をやめさせるため、アメリカ・ヨーロッパの著名人たちと連帯した。1928年、ドス・パソスは社会主義のシステムを学ぶため数ヶ月間ソビエト連邦を旅行。スペイン内戦が始まると、アーネスト・ヘミングウェイとともにスペインに行った。しかし、共産主義運動についてのドス・パソスの考えは既に変わり始めていて、ヘミングウェイやハーバート・マシューズと訣別。後にヘミングウェイは『移動祝祭日』の中で、金持ちの友人を連れてきて自分の愛する地を汚染したとして、ドス・パソスを「ブリモドキ」と呼んで非難した。
ドス・パソスの代表作『U.S.A.』三部作は、『北緯四十二度線』（1930年）、『一九一九年』（1932年）、『ビッグ・マネー』（1936年）から成る。新聞の切り抜き（「ニュース映画」）・作者の意識の流れ（「カメラの目」）・登場人物たちそれぞれのドラマで、20世紀初頭の「アメリカ合衆国」を、虚実織り交ぜて、実験的手法で、眺望したものである。それぞれの小説は独立しているが、三部作としても読めるように出来ている。アメリカの政治・経済に対するドス・パソスの見方はとても悲観的である。第一次世界大戦の間、どの登場人物も自分の理想を保ち続けることができない。
1930年代中期、ドス・パソスは共産主義を非難する記事を書き続けた。『ビッグ・マネー』では、理想主義的な共産主義者が、党の集団思考によって徐々に消耗し、ついには滅ぼされる。しかし、ファシズムに対抗してヨーロッパで社会主義が支持を得たために、ドス・パソスの国際的な本の売り上げは落ちていった。ドス・パソスは右傾化し、1950年代初期にはジョセフ・マッカーシーを賞賛していた。それにもかかわらず、ヨーロッパはドス・パソスの文学への貢献を認め、1967年にはアントニオ・フェルトリネリ賞をドス・パソスに贈った。ドス・パソスのシンパは、ドス・パソスが信条を変えたがために後期の作品が無視されたと主張するが、評論家の間では『U.S.A.』以降、作品の質が低下したということで意見は一致している。
第二次世界大戦中の1942年から1945年にかけて、ドス・パソスは戦争特派員として働いた。1947年には、アメリカ文学芸術アカデミーに選ばれた。しかし、その年、悲劇が襲った。交通事故で18年間連れ添った妻キャサリンが亡くなり、ドス・パソス本人も片目を失ったのである。二人の間に子供はいなかった。1949年、エリザベス・ハムリン・ホルドリッジ（1909年 - 1998年）と再婚。翌1950年には娘のルーシー・ハムリン・ドス・パソスが生まれた。子供はルーシー一人だけである。
ドス・パソスは、亡くなるまで執筆を続けた。1970年、ボルチモアで没し、自宅からそう遠くないバージニア州ウェストモアランド郡Cople ParishのYeocomico Churchに埋葬された。
ドス・パソスは42作の小説の他、詩、エッセイ、戯曲、そして400点以上の美術作品を残した。

## 画家ドス・パソス
ドス・パソスは一線級の小説家になる前は、スケッチや絵画を描いていた。絵は1922年の夏、メイン州オガンキットのハミルトン・イースター・フィールズ・アート・コロニーで学んだ。それから10年間のドス・パソスの本の表紙と挿絵の多くはドス・パソスの自作絵である。印象派、表現主義、キュビスムの要素を融合させ、ドス・パソス独自のスタイルを創造した。作品は、1922年にニューヨークのナショナル・アート・クラブで、翌1923年に同じくニューヨークのガートルード・ヴァンダービルト・ホイットニーのスタジオで、それぞれ展示された。
ドス・パソスは偉大な美術家という評価は得られなかったが、一生を通じて絵を描き続けた。作品はスペイン、メキシコ、北アフリカ、それに、フェルナン・レジェ、ヘミングウェイ、ブレーズ・サンドラールら親友とよく行った、パリのモンパルナスの通りやカフェを題材とした。1925年から1927年にかけて、ドス・パソスはニューヨークのNew Playwrights Theatreのために戯曲の執筆と、そのポスター、セット・デザインを手掛けた。晩年はメイン州やバージニア州の家の回りで絵を描くことに精力を傾けた。
2001年、「The Art of John Dos Passos」と題された展覧会がニューヨークのクウィーンズボロー図書館で催され、その後、アメリカ国内を巡回した。

## 影響
非線形の語り口を開拓したドス・パソスの作品は、文学界に多大な影響を与えた。アルフレート・デーブリーンの『ベルリン・アレクサンダー広場』、ジャン＝ポール・サルトルの『自由への道』3部作は、とくにその手法の影響が強く見られる。サルトルは1936年のエッセイでドス・パソスを「我等が時代の偉大なる作家」と言及している。1968年ヒューゴー賞受賞のジョン・ブラナーの"非＝小説"『Stand on Zanzibar』で、ブラナーは架空の新聞の切り抜き、テレビのアナウンスといったニュースや娯楽メディアからの素材を作品に利用した。ジョー・ホールドマンも似たようなカットアップ技法で長編『マインドブリッジ』や短編『ハワード・ヒューズに 控え目な提案』を書いた。

## ジョン・ドス・パソス賞
「ジョン・ドス・パソス賞」は、ロングウッド大学英語・現代語学部が制定した文学賞で、毎年、ジョン・ドス・パソス的特徴、つまり、アメリカ的なテーマについての独創的な探求、形式への実験的をアプローチ、人生経験への幅広い関心を示す創造的な作家に贈られる。これまでの受賞者は、グレアム・グリーン（1980年）、ギルバート・ソレンティーノ（1981年）、トム・ウルフ（1984年）、ラッセル・バンクス（1985年）、E・アニー・プルー（1997年）、リチャード・パワーズ（2003年）など。

## 代表作
- One Man's Initiation: 1917 1920年
- Three Soldiers 1921年
- A Pushcart at the Curb 1922年
- Rosinante to the Road Again 1922年
- Streets of Night 1923年

- 『マンハッタン乗換駅（英語版）』 -  Manhattan Transfer 1925年
  - 西田実訳「マンハッタン乗換駅」『新集 世界の文学36』中央公論社 1969年
　『マンハッタン乗換駅』研究社出版 1984年（小英文叢書 208）

- Facing the Chair 1927年
- Orient Express 1927年

- 『U.S.A.』1938年 - 以下の小説から成る3部作。
  - 「北緯四十二度線」 The 42nd Parallel 1930年 
    - 早坂二郎訳 新潮社 1931年
    - 並河亮訳 改造社 1950年 - 1951年／新潮文庫 1957年 - 1959年
    - 尾上政次訳 『現代世界文學全集』三笠書房 1963年／新版『筑摩世界文学大系75』筑摩書房 1974年
    - 渡辺利雄、平野信行、島田太郎訳 岩波文庫 1977年 - 1978年

  - 「一九一九年」- Nineteen Nineteen 1932年 
    - 並河亮訳 改造社 1950年 - 1951年／新潮文庫 1957年 - 1959年

  - 「ビッグ・マネー」- The Big Money 1936年
    - 並河亮訳 改造社 1950年 - 1951年／新潮文庫 1957年 - 1959年

- 『世界戦線を往く』 - Tour of duty 1946年
  - 田代三千稔訳、早川書房 1951年

- The Ground we Stand On 1949年

- 『コロンビア地区』 - District of Columbia 1952年 - 以下の小説から成る3部作。
  - 「ある青年の冒険」- Adventures of a Young Man 1939年 
    - 杉木喬訳 『現代アメリカ文学全集17』荒地出版社 1958年。刈田元司ほか編

  - Number One 1943年
  - The Grand Design 1949年

- Chosen Country 1951年
- Most Likely to Succeed 1954年
- The Head and Heart of Thomas Jefferson 1954年
- The Men Who Made the Nation 1957年
- The Great Days 1958年
- Prospects of a Golden Age 1959年
- Midcentury 1961年
- Mr. Wilson's War 1962年
- Brazil on the Move 1963年
- The Best Times: An Informal Memoir 1966年
- The Shackles of Power 1966年
- World in a Glass - A View of Our Century From the Novels of John Dos Passos 1966年
- The Portugal Story 1969年
- Century's Ebb: The Thirteenth Chronicle 1970年
- Easter Island: Island of Enigmas 1970年

- 『さらばスペイン』
  - 青山南訳 晶文社（晶文選書） 1973年

- Lettres à Germaine Lucas Championnière 2007年 - フランス語のみ